# Leszek Łukaszuk
Leszek Władysław Łukaszuk (ur. 25 marca 1938 w Węgrowie, zm. 12 lipca 2007 w Warszawie) – polski fizyk teoretyk, profesor doktor habilitowany, m.in. członek Prezydium Rady Naukowej i Kierownik Studium Doktoranckiego Instytutu Problemów Jądrowych im. Andrzeja Sołtana.

## Życiorys
Należał do najwybitniejszych specjalistów w swojej dziedzinie w skali światowej. Może świadczyć o tym fakt, że nawet traktowana przez niego marginalnie praca (wspólnie z Nicolescu) poświęcona teoretycznej interpretacji wzrostu całkowitego przekroju czynnego na rozpraszanie proton-proton (1973) znalazła swój oddźwięk i kontynuację w literaturze przedmiotu – przewidziana przez autorów cząstka w 1975 otrzymała nazwę odderon, zaś w 2020 jej istnienie zostało potwierdzone eksperymentalnie.
W 1965 r. rozpoczął współpracę z Europejskim Ośrodkiem Badań Jądrowych, publikując m.in. prace o maksimum w relacjach dyspersyjnych. Współpracował m.in. z francuskim fizykiem Andre Martinem. Owocem tej współpracy stały się dwie ważne prace (o roli analityczności w przesunięciach fazowych i o ograniczeniach na amplitudy rozpraszania ππ), opublikowane już po wyjeździe z CERN-u.
Do 1982 r. pracownik Instytutu Badań Jądrowych.
Specjalności: fizyka teoretyczna, teoria cząstek elementarnych.
Pomysłodawca i realizator akcji wyborczej 3 × 5 (1984). Polegała ona na tym, że w trakcie wyborów do rad narodowych, obserwowano wybrany lokal wyborczy trzy razy po pięć minut i notowaniu, ilu wyborców do niego wchodziło.
W 2021 roku po analizie badań z Wielkiego Zderzacza Hadronów oraz Tevatronu potwierdzono istnienie Odderonu, co Łukaszuk przewidział teoretycznie w 1973.

## Odznaczenia
- Złoty Krzyż Zasługi